# Rieux-Volvestre
Pour les articles homonymes, voir Rieux.
Rieux-Volvestre (Rius en gascon), Rieux avant 2009, est une commune française située dans le centre du département de la Haute-Garonne en région Occitanie.
Sur le plan historique et culturel, la commune est dans le Volvestre, constitué des vallées de l'Arize et du Volp, proche de la vallée de la Garonne, situé au sud de Toulouse et en partie nord du Couserans. Exposée à un climat océanique altéré, elle est drainée par la Garonne, l'Arize, l'Eaudonne, le Camedon, le ruisseau des castagnès et par divers autres petits cours d'eau. La commune possède un patrimoine naturel remarquable : deux sites Natura 2000 (la « vallée de la Garonne de Boussens à Carbonne » et « Garonne, Ariège, Hers, Salat, Pique et Neste »), deux espaces protégés (les « îles de Saint-Julien » et « la Garonne, l'Ariège, l'Hers Vif et le Salat ») et quatre zones naturelles d'intérêt écologique, faunistique et floristique.
Rieux-Volvestre est une commune rurale qui compte 2 625 habitants en 2022, après avoir connu une forte hausse de la population depuis 1968. Elle est dans l'unité urbaine de Rieux et fait partie de l'aire d'attraction de Toulouse. .
Ses habitants sont appelés les Rivois, Rivoises.
Le saint patron de la ville est saint Cizy, fêté le 16 août.
Le patrimoine architectural de la commune comprend sept immeubles protégés au titre des monuments historiques : la cathédrale de la Nativité-de-Marie, classée en 1923, une maison, classée en 1927
inscrit1995, une maison, inscrite en 1947, le pont de Lajous, inscrit en 1950, une maison, inscrite en 1950, la Maison Laguens, inscrite en 1973, et La Tourasse, inscrite en 1990.

## Géographie

### Localisation
- 1Carte dynamique
- 2Carte OpenStreetMap
- 3Carte topographique

La commune de Rieux-Volvestre se trouve dans le département de la Haute-Garonne, en région Occitanie.
Elle se situe à 43 km à vol d'oiseau de Toulouse, préfecture du département, à 25 km de Muret, sous-préfecture, et à 25 km d'Auterive, bureau centralisateur du canton d'Auterive dont dépend la commune depuis 2015 pour les élections départementales.
La commune fait en outre partie du bassin de vie de Carbonne.
Les communes les plus proches sont : 
Salles-sur-Garonne (2,2 km), Saint-Julien-sur-Garonne (4,0 km), Mailholas (4,5 km), Carbonne (4,8 km), Saint-Élix-le-Château (5,3 km), Lafitte-Vigordane (5,4 km), Goutevernisse (5,5 km), Montesquieu-Volvestre (6,1 km).
Sur le plan historique et culturel, Rieux-Volvestre fait partie du Volvestre, constitué des vallées de l'Arize et du Volp, proche de la vallée de la Garonne, situé au sud de Toulouse et en partie nord du Couserans.
Rieux-Volvestre est limitrophe de huit autres communes.
Les communes limitrophes sont Carbonne, Gensac-sur-Garonne, Goutevernisse, Latrape, Mailholas, Montesquieu-Volvestre, Saint-Julien-sur-Garonne et Salles-sur-Garonne.
| Salles-sur-Garonne                | Carbonne              | Latrape   |
| Saint-Julien-sur-Garonne          | Rieux-Volvestre       | Mailholas |
| Gensac-sur-Garonne, Goutevernisse | Montesquieu-Volvestre |           |

### Géologie et relief
La superficie de la commune de Rieux-Volvestre est de 3 238 hectares. L'altitude minimale, 195 mètres, se trouve au nord, au niveau d'un petit lac de barrage, à l'endroit où l'Arize quitte la commune et entre sur celle de Carbonne. L'altitude maximale, avec 343 mètres, est localisée à l'est, en limite de la commune de Latrape, près du lieu-dit la Simonette ou 344 mètres.

### Hydrographie
Elle est drainée par la Garonne, l'Arize, l'Eaudonne, le Camedon, le ruisseau des castagnès, un bras de la Garonne, la Vila, le Rimau, le ruisseau de Bernoye, le ruisseau de Clicot, le ruisseau de Gautier, le ruisseau de la Morère, le ruisseau de Lardis, le ruisseau de Petitville, et par divers petits cours d'eau, constituant un réseau hydrographique de 43 km de longueur totale,.
La Garonne est un fleuve principalement français prenant sa source en Espagne et qui coule sur 529 km avant de se jeter dans l’océan Atlantique.

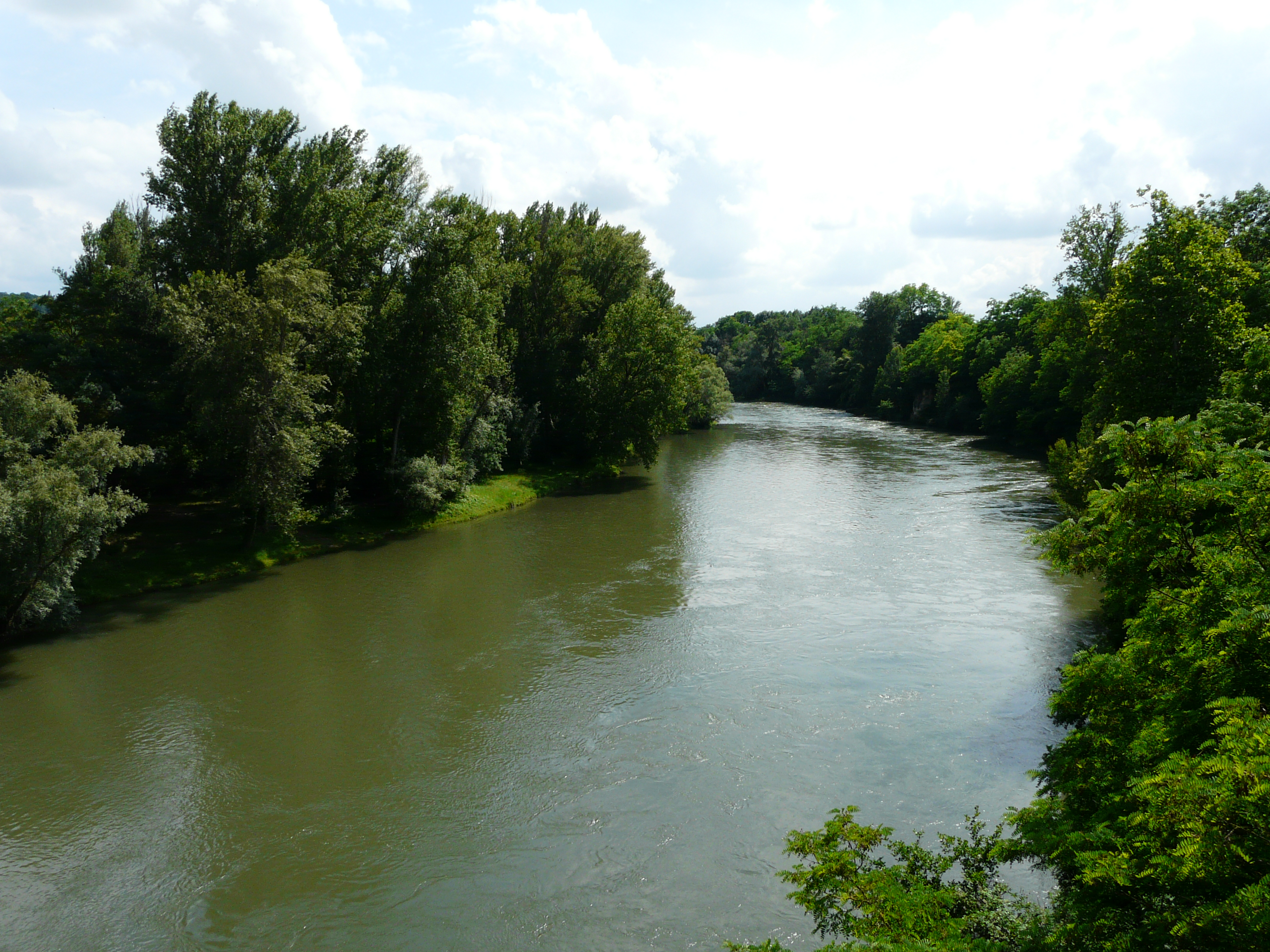
La Garonne marque la limite entre Rieux-Volvestre (à gauche) et Saint-Julien-sur-Garonne.
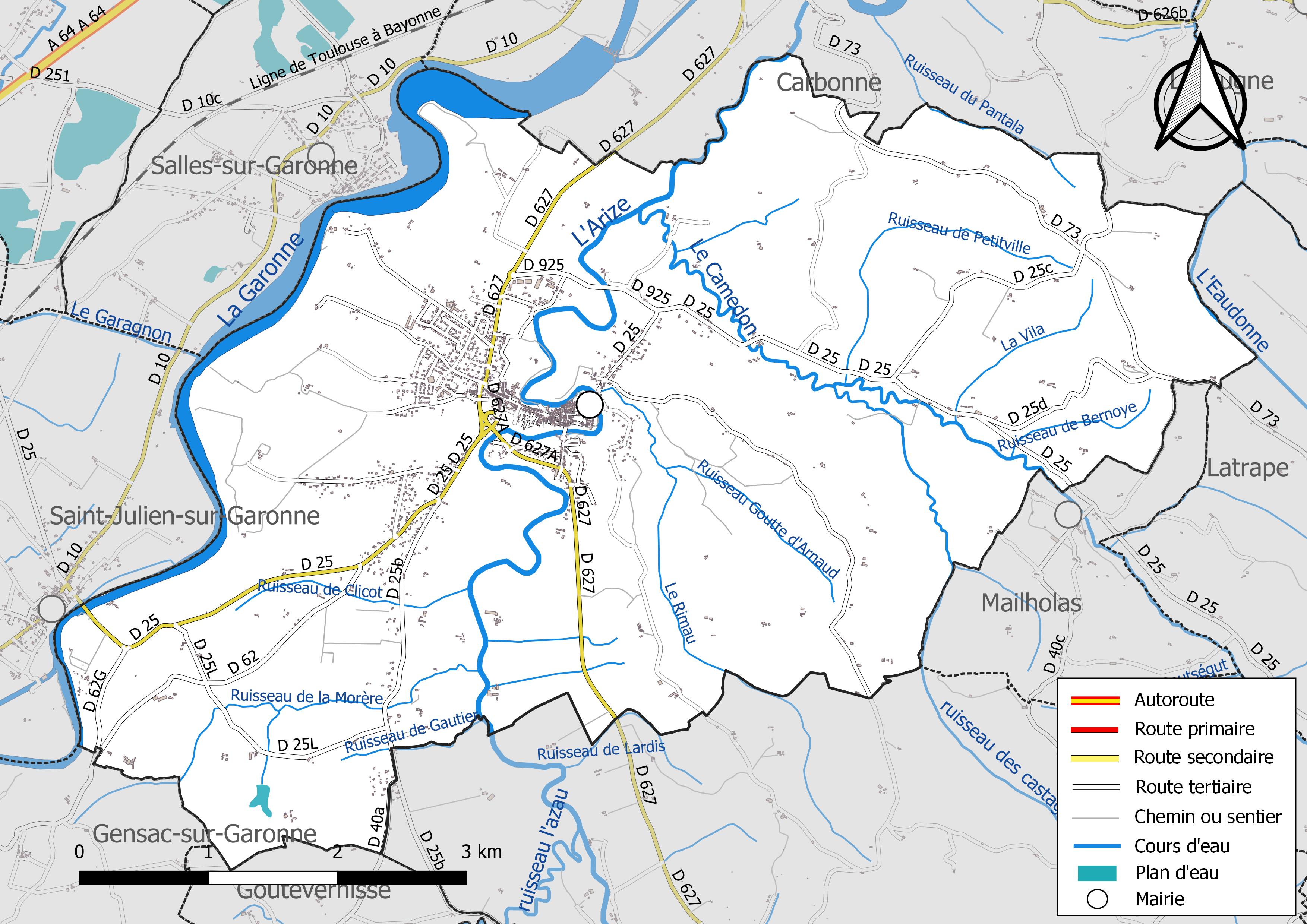
Réseaux hydrographique et routier de Rieux-Volvestre.

### Climat
Pour des articles plus généraux, voir Climat de l'Occitanie et Climat de la Haute-Garonne.
En 2010, le climat de la commune est de type climat du Bassin du Sud-Ouest, selon une étude s'appuyant sur une série de données couvrant la période 1971-2000. En 2020, Météo-France publie une typologie des climats de la France métropolitaine dans laquelle la commune est exposée à un climat océanique altéré et est dans la région climatique Aquitaine, Gascogne, caractérisée par une pluviométrie abondante au printemps, modérée en automne, un faible ensoleillement au printemps, un été chaud (19,5 °C), des vents faibles, des brouillards fréquents en automne et en hiver et des orages fréquents en été (15 à 20 jours).
Pour la période 1971-2000, la température annuelle moyenne est de 12,9 °C, avec une amplitude thermique annuelle de 15,6 °C. Le cumul annuel moyen de précipitations est de 798 mm, avec 9,5 jours de précipitations en janvier et 5,8 jours en juillet. Pour la période 1991-2020, la température moyenne annuelle observée sur la station météorologique la plus proche, située sur la commune de Palaminy à 12 km à vol d'oiseau, est de 13,2 °C et le cumul annuel moyen de précipitations est de 715,2 mm,. Pour l'avenir, les paramètres climatiques de la commune estimés pour 2050 selon différents scénarios d'émission de gaz à effet de serre sont consultables sur un site dédié publié par Météo-France en novembre 2022.

### Milieux naturels et biodiversité

#### Espaces protégés
La protection réglementaire est le mode d’intervention le plus fort pour préserver des espaces naturels remarquables et leur biodiversité associée,.
Deux espaces protégés sont présents sur la commune : 
- les « îles de Saint-Julien », objet d'un arrêté de protection de biotope, d'une superficie de 36,7 ha[17] ;
- « la Garonne, l'Ariège, l'Hers Vif et le Salat », objet d'un arrêté de protection de biotope, d'une superficie de 1 658,7 ha[18].

#### Réseau Natura 2000

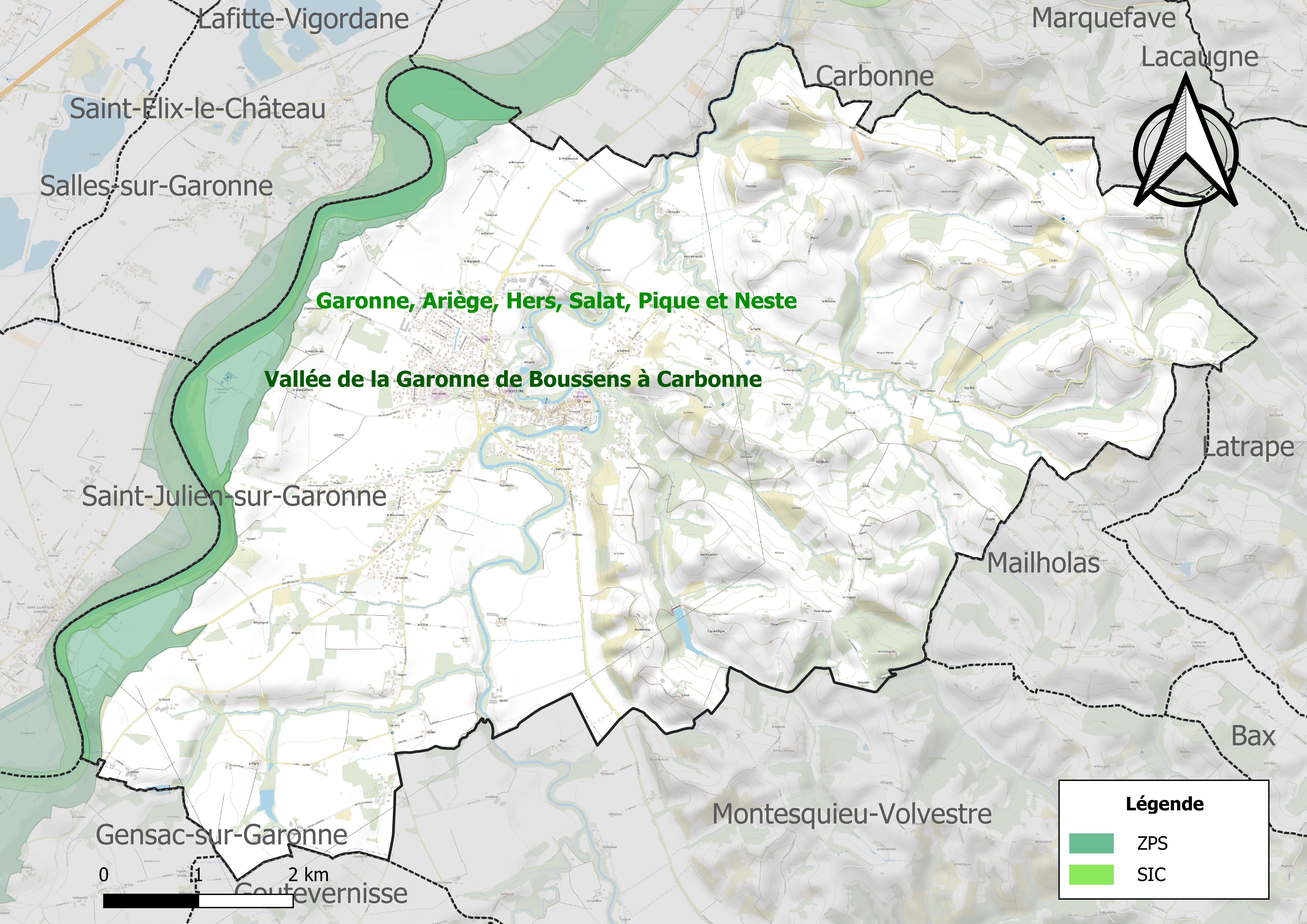
Site Natura 2000 sur le territoire communal.

Le réseau Natura 2000 est un réseau écologique européen de sites naturels d'intérêt écologique élaboré à partir des directives habitats et oiseaux, constitué de zones spéciales de conservation (ZSC) et de zones de protection spéciale (ZPS).
Un site Natura 2000 a été défini sur la commune au titre de la directive habitats :
- « Garonne, Ariège, Hers, Salat, Pique et Neste », d'une superficie de 9 581 ha, un réseau hydrographique pour les poissons migrateurs (zones de frayères actives et potentielles importantes pour le Saumon en particulier qui fait l'objet d'alevinages réguliers et dont des adultes atteignent déjà Foix sur l'Ariège[21]

et un au titre de la directive oiseaux : 
- la « vallée de la Garonne de Boussens à Carbonne », d'une superficie de 1 893 ha, hébergeant une avifaune bien représentée en diversité, mais en effectifs limités (en particulier, baisse des populations de plusieurs espèces de hérons). Trois espèces de hérons y nichent : Garde-bœufs, Bihoreau gris et Aigrette garzette[22].

#### Zones naturelles d'intérêt écologique, faunistique et floristique

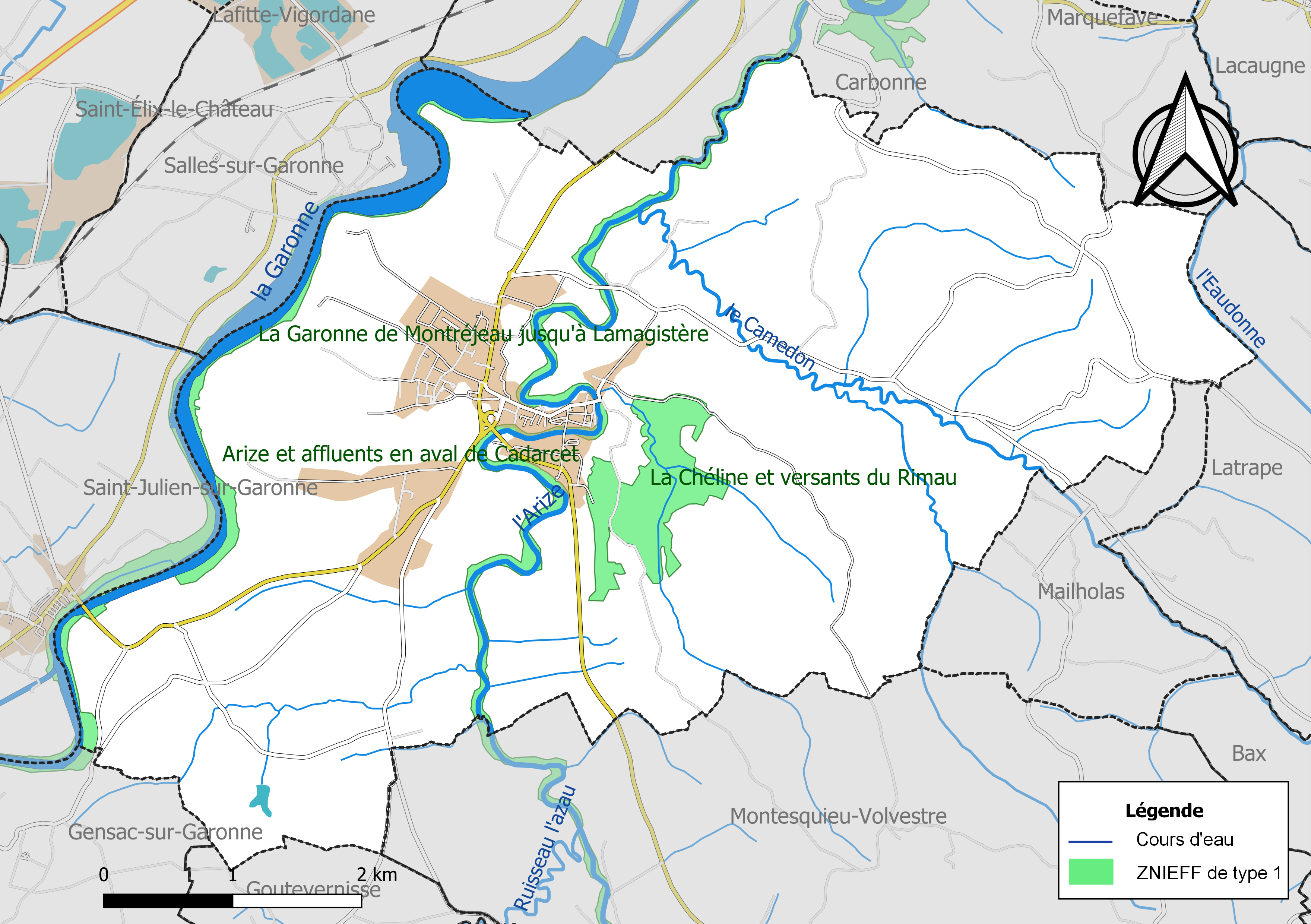
Carte des ZNIEFF de type 1 localisées sur la commune.

L’inventaire des zones naturelles d'intérêt écologique, faunistique et floristique (ZNIEFF) a pour objectif de réaliser une couverture des zones les plus intéressantes sur le plan écologique, essentiellement dans la perspective d’améliorer la connaissance du patrimoine naturel national et de fournir aux différents décideurs un outil d’aide à la prise en compte de l’environnement dans l’aménagement du territoire.
Trois ZNIEFF de type 1 sont recensées sur la commune :
- l'« Arize et affluents en aval de Cadarcet » (380 ha), couvrant 21 communes dont 18 dans l'Ariège et trois dans la Haute-Garonne[24] ;
- « la Chéline et versants du Rimau » (81 ha)[25],
- « la Garonne de Montréjeau jusqu'à Lamagistère » (5 075 ha), couvrant 92 communes dont 63 dans la Haute-Garonne, trois en Lot-et-Garonne et 26 en Tarn-et-Garonne[26] ;

et une ZNIEFF de type 2, : 
« la Garonne et milieux riverains, en aval de Montréjeau » (6 874 ha), couvrant 93 communes dont 64 dans la Haute-Garonne, trois en Lot-et-Garonne et 26 en Tarn-et-Garonne.

## Urbanisme

### Typologie
Au 1er janvier 2024, Rieux-Volvestre est catégorisée bourg rural, selon la nouvelle grille communale de densité à sept niveaux définie par l'Insee en 2022.
Elle appartient à l'unité urbaine de Rieux, une unité urbaine monocommunale constituant une ville isolée,. Par ailleurs la commune fait partie de l'aire d'attraction de Toulouse, dont elle est une commune de la couronne,. Cette aire, qui regroupe 527 communes, est catégorisée dans les aires de 700 000 habitants ou plus (hors Paris),.

### Occupation des sols
L'occupation des sols de la commune, telle qu'elle ressort de la base de données européenne d’occupation biophysique des sols Corine Land Cover (CLC), est marquée par l'importance des territoires agricoles (83,8 % en 2018), en diminution par rapport à 1990 (85,4 %). La répartition détaillée en 2018 est la suivante : 
terres arables (38,6 %), zones agricoles hétérogènes (31 %), prairies (14,2 %), forêts (7,4 %), zones urbanisées (5,5 %), eaux continentales (3,2 %). L'évolution de l’occupation des sols de la commune et de ses infrastructures peut être observée sur les différentes représentations cartographiques du territoire : la carte de Cassini (XVIIIe siècle), la carte d'état-major (1820-1866) et les cartes ou photos aériennes de l'IGN pour la période actuelle (1950 à aujourd'hui).

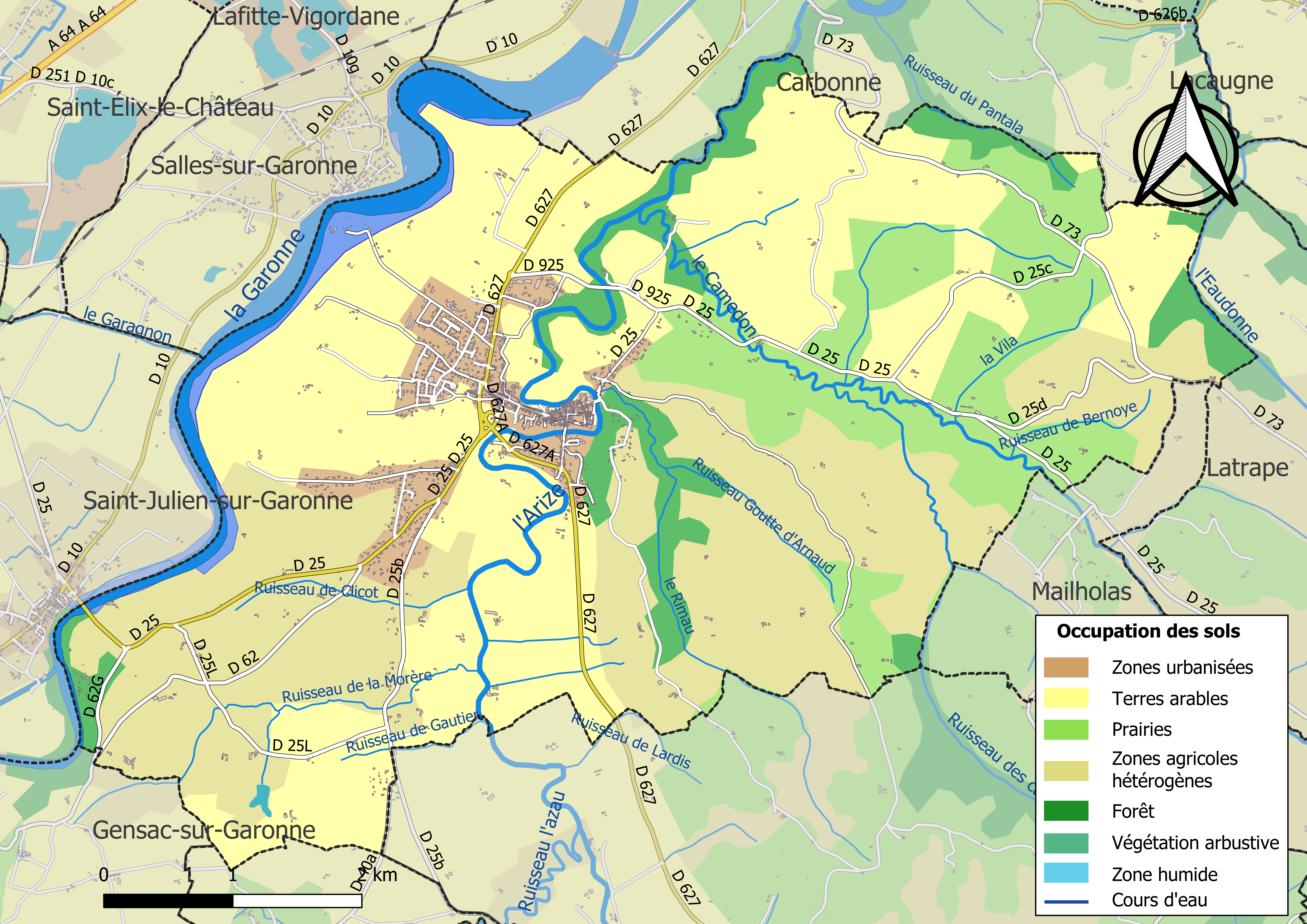
Carte des infrastructures et de l'occupation des sols de la commune en 2018 (CLC).

### Morphologie urbaine
L'essentiel des constructions est situé dans deux méandres de l'Arize, et tend à ce propager vers la Garonne (lotissements).

### Logement
L'urbanisation croissante s'explique par la périurbanisation due à la proximité de Toulouse, Rieux-Volvestre faisant partie de son aire urbaine.

### Voies de communication et transports

#### Voies de communication
La commune de Rieux-Volvestre est traversée par les routes départementales D 25, D 627 (ex Route nationale 627), D 62 et D 73.

#### Transports
La ligne 322 du réseau Arc-en-Ciel relie la commune à la gare de Carbonne, en correspondance avec des TER Occitanie vers Toulouse-Matabiau, et la ligne 359 relie la commune à la gare routière de Toulouse depuis Montesquieu-Volvestre.
La gare ferroviaire la plus proche est celle de Carbonne, desservie par des TER Occitanie.

### Risques naturels et technologiques
Rieux-Volvestre est située sur une zone à risque d'inondation limité en bordure de l'Arize crue.
La commune est également concernée par un risque de séisme de 2/5 (faible).

## Toponymie
Rieux vient du latin rivus (ruisseau).
Le 22 juin 2009, Rieux prend le nom officiel de Rieux-Volvestre.

## Histoire

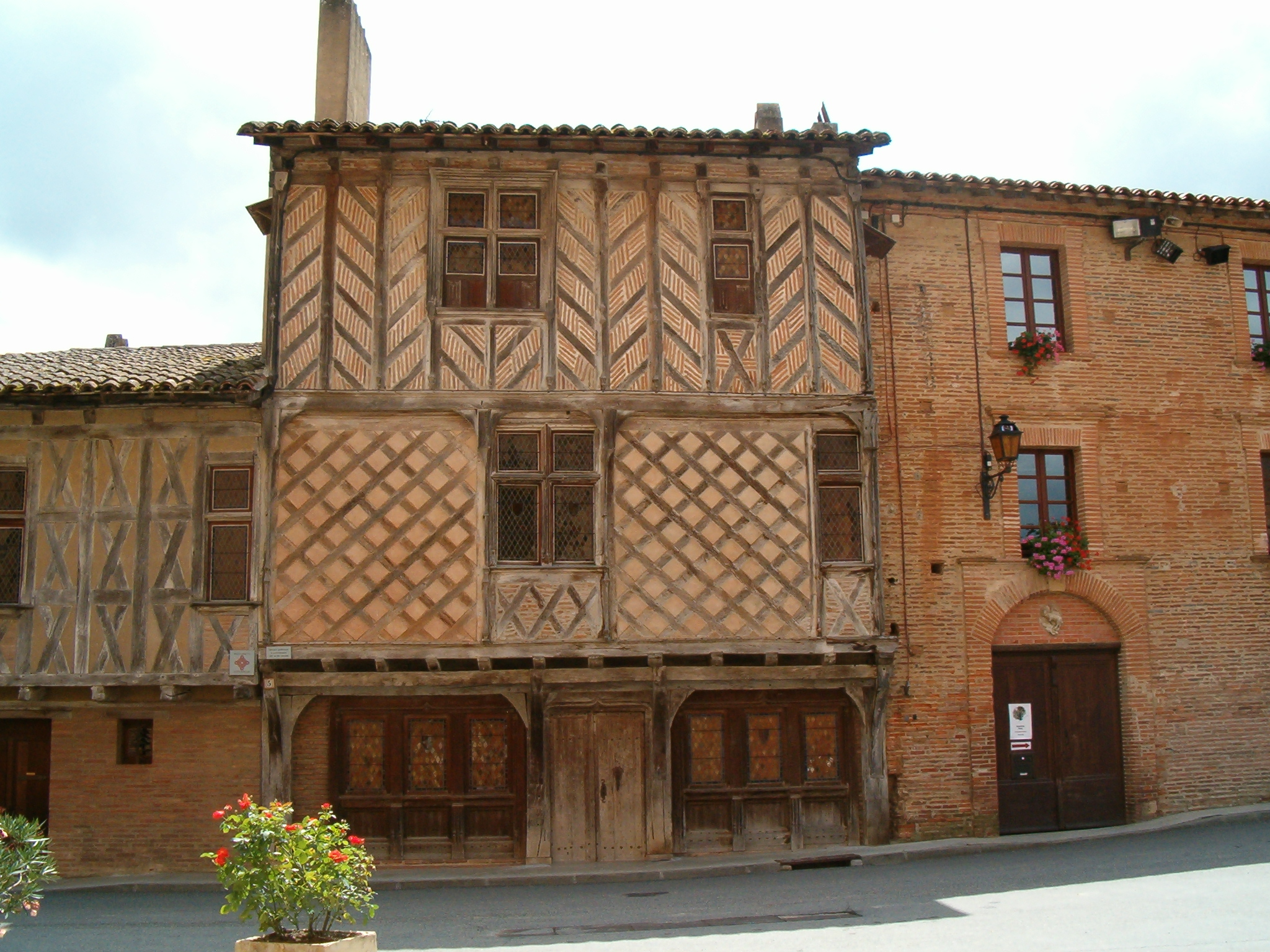
Maison du XIVe siècle en face de la cathédrale.

Rieux fut cité libre en 1202 et fut érigée en évêché en 1317 par le pape Jean XXII. Trente-quatre évêques s'y succédèrent jusqu'à sa disparition en 1790 ; cet ancien diocèse est alors rattaché à l'archidiocèse de Toulouse.
Rieux fut le siège d'une judicature royale où, en 1560, eut lieu le procès de l'affaire Martin Guerre.
Rieux fut chef-lieu de district de 1790 à 1795.
La ligne ferroviaire de Carbonne au Mas-d'Azil dite le Tacot du Volvestre a desservi la commune de 1907 à 1938.

## Politique et administration

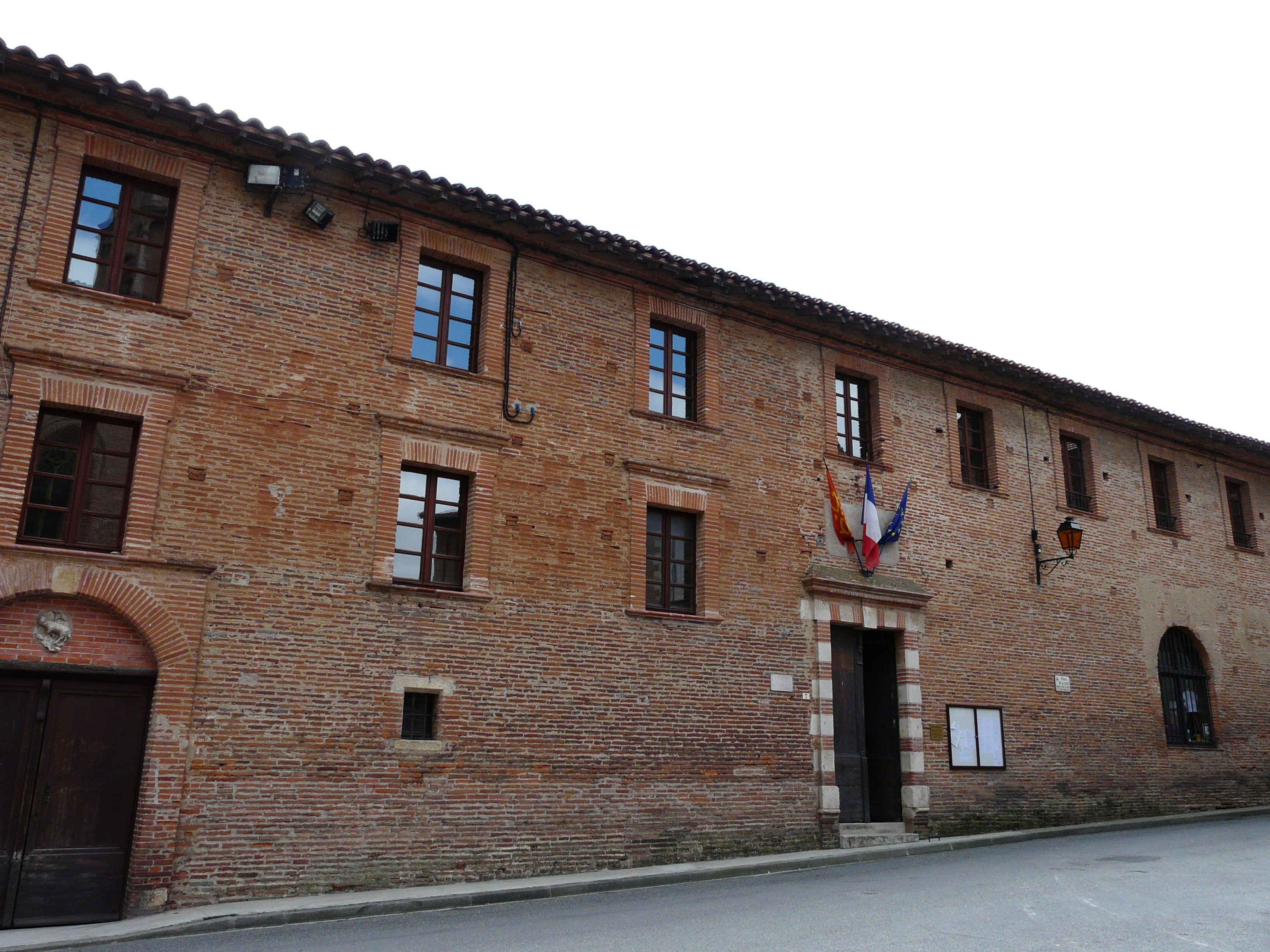
La mairie.

### Administration municipale
Le nombre d'habitants au recensement de 2017 étant compris entre 2 500 habitants et 3 499 habitants, le nombre de membres du conseil municipal pour l'élection de 2020 est de vingt trois,.

### Rattachements administratifs et électoraux
La commune fait partie de la septième circonscription de la Haute-Garonne, de la communauté de communes du Volvestre et du canton d'Auterive (avant le redécoupage départemental de 2014, Rieux-Volvestre était le chef-lieu de l'ex-canton de Rieux-Volvestre).

### Tendances politiques et résultats
Aux élections législatives de 2017, les Rivois et Rivoises ont élu Élisabeth Toutut-Picard.
| Liste des candidats     | Parti | Voix | % Inscrits | % Exprimés |
| ----------------------- | ----- | ---- | ---------- | ---------- |
| Élisabeth Toutut-Picard | LaREM | 362  | 18,50      | 35,04      |
| Marie-Caroline Tempesta | PS    | 169  | 9,10       | 16,36      |
| Marie Dombes            | FN    | 162  | 8,72       | 15,68      |
| Christophe Bex          | FI    | 142  | 7,65       | 13,75      |
| Françoise Borret        | LR    | 72   | 3,88       | 6,97       |

| Liste des candidats     | Parti | Voix | % Inscrits | % Exprimés |
| ----------------------- | ----- | ---- | ---------- | ---------- |
| Élisabeth Toutut-Picard | LaREM | 539  | 29,03      | 68,75      |
| Marie Dombes            | FN    | 245  | 13,19      | 31,25      |

### Écologie et recyclage
La collecte et le traitement des déchets des ménages et des déchets assimilés ainsi que la protection et la mise en valeur de l'environnement se font dans le cadre de la communauté de communes du Volvestre.

### Jumelages

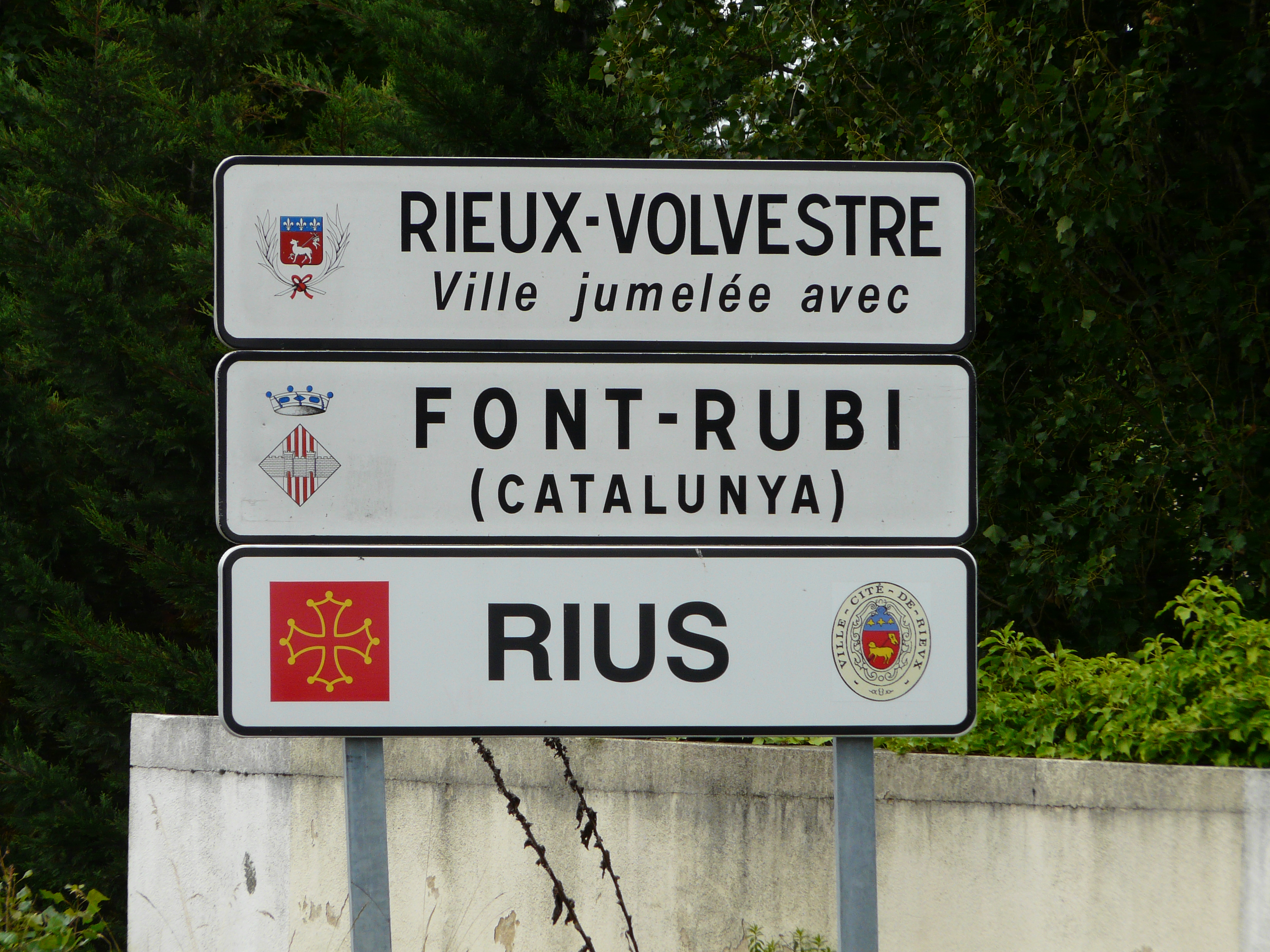
Panneau d'entrée de Rieux-Volvestre indiquant le jumelage de Font-Rubí.

- Font-rubí (Espagne)

### Labellisation
Rieux-Volvestre a fait partie de l'association « Les Plus Beaux Villages de France », mais n'est plus labellisée, la commune comptant plus de 2 000 habitants depuis le début des années 2000.
La cité médiévale fait partie depuis 2016 de l'association « Les Plus Beaux Détours de France », qui regroupe des petites villes touristiques situées en dehors des grands axes routiers.

## Population et société

### Démographie
L'évolution du nombre d'habitants est connue à travers les recensements de la population effectués dans la commune depuis 1793. Pour les communes de moins de 10 000 habitants, une enquête de recensement portant sur toute la population est réalisée tous les cinq ans, les populations de référence des années intermédiaires étant quant à elles estimées par interpolation ou extrapolation. Pour la commune, le premier recensement exhaustif entrant dans le cadre du nouveau dispositif a été réalisé en 2005.

En 2022, la commune comptait 2 625 habitants, en évolution de +1,9 % par rapport à 2016 (Haute-Garonne : +8,02 %, France hors Mayotte : +2,11 %).
| 1793  | 1800  | 1806  | 1821  | 1831  | 1836  | 1841  | 1846  | 1851  |
| ----- | ----- | ----- | ----- | ----- | ----- | ----- | ----- | ----- |
| 1 689 | 1 952 | 2 122 | 1 894 | 1 994 | 1 994 | 2 128 | 2 195 | 2 305 |

| 1856  | 1861  | 1866  | 1872  | 1876  | 1881  | 1886  | 1891  | 1896  |
| ----- | ----- | ----- | ----- | ----- | ----- | ----- | ----- | ----- |
| 2 467 | 2 546 | 2 257 | 2 211 | 2 051 | 1 999 | 1 847 | 1 861 | 1 815 |

| 1901  | 1906  | 1911  | 1921  | 1926  | 1931  | 1936  | 1946  | 1954  |
| ----- | ----- | ----- | ----- | ----- | ----- | ----- | ----- | ----- |
| 1 586 | 1 655 | 1 605 | 1 374 | 1 338 | 1 255 | 1 301 | 1 263 | 1 350 |

| 1962  | 1968  | 1975  | 1982  | 1990  | 1999  | 2005  | 2006  | 2010  |
| ----- | ----- | ----- | ----- | ----- | ----- | ----- | ----- | ----- |
| 1 218 | 1 194 | 1 243 | 1 462 | 1 721 | 1 899 | 2 269 | 2 306 | 2 486 |

| 2015  | 2020  | 2022  | - | - | - | - | - | - |
| ----- | ----- | ----- | - | - | - | - | - | - |
| 2 570 | 2 627 | 2 625 | - | - | - | - | - | - |

| selon la population municipale des années : | 1968 | 1975 | 1982 | 1990 | 1999 | 2006 | 2009 | 2013 |
| Rang de la commune dans le département      | 57   | 74   | 78   | 81   | 88   | 84   | 86   | 83   |
| Nombre de communes du département           | 592  | 582  | 586  | 588  | 588  | 588  | 589  | 589  |

### Service public
Rieux-Volvestre possède une gendarmerie, une poste, une piscine municipalen, une bibliothèque municipale

### Enseignement
Dans l'académie de Toulouse, Rieux-Volvestre dispose d'un groupe scolaire : école maternelle et école élémentaire.

### Manifestations culturelles et festivités
Le Papogay
Le Papogay est la tradition de la ville-cité de Rieux. Elle consiste à faire tomber un perroquet de bois et de fer, qui représente le diable, perché en haut d'un mat haut de 45 mètres. Seuls les Rivois sont admis à cet entrainement guerrier qui perdure depuis 1589. L'archer qui fait tomber le Papogay devient « Roi » de la cité.
Ces festivités se déroulent chaque année, le premier dimanche de mai.

#### Activité touristique
- Camping, base de loisirs, aire de services pour camping-car, office de tourisme,

### Santé
- Le Centre Pierre Hanzel, créé en 1972, fut le premier établissement spécifique ouvert en France pour accueillir des personnes atteintes de sclérose en plaques.
- Maison de retraite, pharmacie, médecins, infirmières.
- Établissement et service d'aide par le travail (ESAT) "Le Ruisselet" ouvert en 1980.

### Sports
Football, tennis, voile, pétanque, handball, pêche, aquagym, marche,
Équipements sportifs
Un terrain de foot, trois terrains de tennis, piscines municipales (été - hiver), sentiers pédestres,
En étude la création d'un club de rugby uniquement dédié à l'éducatif, au 5 et au 7 ainsi qu'au rugby loisir, une section baby Rugby est en projet
Tous ces projets sont en étroite collaboration avec les clubs de Carbonne-longage et Montesquieu volvestre, entités coordinatrices

## Économie

### Revenus
En 2018  (données Insee publiées en septembre 2021), la commune compte 1 120 ménages fiscaux, regroupant 2 609 personnes. La médiane du revenu disponible par unité de consommation est de 20 860 € (23 140 € dans le département). 45 % des ménages fiscaux sont imposés (55,3 % dans le département).

### Emploi
|                | 2008  | 2013  | 2018  |
| -------------- | ----- | ----- | ----- |
| Commune        | 8 %   | 9 %   | 7,6 % |
| Département    | 7,7 % | 9,6 % | 9,3 % |
| France entière | 8,3 % | 10 %  | 10 %  |

En 2018, la population âgée de 15 à 64 ans s'élève à 1 492 personnes, parmi lesquelles on compte 77,8 % d'actifs (70,3 % ayant un emploi et 7,6 % de chômeurs) et 22,2 % d'inactifs,. En  2018, le taux de chômage communal (au sens du recensement) des 15-64 ans est inférieur à celui de la France et département, alors qu'en 2008 il était supérieur à celui du département et inférieur à celui de la France.
La commune fait partie de la couronne de l'aire d'attraction de Toulouse, du fait qu'au moins 15 % des actifs travaillent dans le pôle,. Elle compte 732 emplois en 2018, contre 743 en 2013 et 710 en 2008. Le nombre d'actifs ayant un emploi résidant dans la commune est de 1 070, soit un indicateur de concentration d'emploi de 68,4 % et un taux d'activité parmi les 15 ans ou plus de 55,3 %.
Sur ces 1 070 actifs de 15 ans ou plus ayant un emploi, 351 travaillent dans la commune, soit 33 % des habitants. Pour se rendre au travail, 79,8 % des habitants utilisent un véhicule personnel ou de fonction à quatre roues, 3,9 % les transports en commun, 11,7 % s'y rendent en deux-roues, à vélo ou à pied et 4,7 % n'ont pas besoin de transport (travail au domicile).

### Activités hors agriculture

#### Secteurs d'activités
220 établissements sont implantés  à Rieux-Volvestre au 31 décembre 2019. Le tableau ci-dessous en détaille le nombre par secteur d'activité et compare les ratios avec ceux du département,.
| Secteur d'activité                                                                                        | Commune | Commune | Département |
| Secteur d'activité                                                                                        | Nombre  | %       | %           |
| --- | ------- | ------- | ----------- |
| Ensemble                                                                                                  | 220     | 100 %   | (100 %)     |
| Industrie manufacturière, industries extractives et autres                                                | 21      | 9,5 %   | (5,7 %)     |
| Construction                                                                                              | 43      | 19,5 %  | (12 %)      |
| Commerce de gros et de détail, transports, hébergement et restauration                                    | 51      | 23,2 %  | (25,9 %)    |
| Information et communication                                                                              | 4       | 1,8 %   | (4,1 %)     |
| Activités financières et d'assurance                                                                      | 1       | 0,5 %   | (3,8 %)     |
| Activités immobilières                                                                                    | 9       | 4,1 %   | (4,2 %)     |
| Activités spécialisées, scientifiques et techniques et activités de services administratifs et de soutien | 32      | 14,5 %  | (19,8 %)    |
| Administration publique, enseignement, santé humaine et action sociale                                    | 41      | 18,6 %  | (16,6 %)    |
| Autres activités de services                                                                              | 18      | 8,2 %   | (7,9 %)     |

Le secteur du commerce de gros et de détail, des transports, de l'hébergement et de la restauration est prépondérant sur la commune puisqu'il représente 23,2 % du nombre total d'établissements de la commune (51 sur les 220 entreprises implantées  à Rieux-Volvestre), contre 25,9 % au niveau départemental.

#### Entreprises et commerces
Les cinq entreprises ayant leur siège social sur le territoire communal qui génèrent le plus de chiffre d'affaires en 2020 sont : 
- Tre-Visan, conseil pour les affaires et autres conseils de gestion (245 k€)
- Eouze Travaux Agricoles Par Abreviation ETA, activités de soutien aux cultures (163 k€)
- Taxi Rieux, transports de voyageurs par taxis (88 k€)
- Studio 23 Photographies, activités photographiques (46 k€)
- Sprintee, activités des sièges sociaux (0 k€)

### Agriculture
La commune est dans le Volvestre, une petite région agricole localisée dans l'est du département de la Haute-Garonne, constituée de collines de terrefort à fortes pentes autrefois consacrées à l’élevage s’orientent aujourd’hui vers les grandes cultures. En 2020, l'orientation technico-économique de l'agriculture  sur la commune est la polyculture et/ou le polyélevage.
|               | 1988  | 2000  | 2010  | 2020  |
| ------------- | ----- | ----- | ----- | ----- |
| Exploitations | 62    | 46    | 31    | 28    |
| SAU (ha)      | 2 185 | 2 080 | 1 909 | 2 190 |

Le nombre d'exploitations agricoles en activité et ayant leur siège dans la commune est passé de 62 lors du recensement agricole de 1988  à 46 en 2000 puis à 31 en 2010 et enfin à 28 en 2020, soit une baisse de 55 % en 32 ans. Le même mouvement est observé à l'échelle du département qui a perdu pendant cette période 57 % de ses exploitations,. La surface agricole utilisée sur la commune a quant à elle augmenté, passant de 2 185 ha en 1988 à 2 190 ha en 2020. Parallèlement la surface agricole utilisée moyenne par exploitation a augmenté, passant de 35 à 78 ha.
L'agriculture basée sur la culture de céréales (maïs, blé...) a encore une place importante mais tend à diminuer en faveur de zones résidentielles liées à la proximité de l'agglomération toulousaine puisque étant dans son aire d'attraction.

## Culture locale et patrimoine

### Lieux et monuments
- Cathédrale de la Nativité-de-Marie de Rieux : ancienne cathédrale Sainte-Marie, classée au titre des monuments historiques en 1923[51] et son trésor épiscopal.
- Chapelle de Notre-Dame de la Morère datant des XVIe, XVIIIe et XIXe siècles[52].
- La Tourasse : tour seigneuriale du XIIIe siècle, avec ses cachots, inscrite au titre des monuments historiques en 1990[53].
- La maison Laguens, inscrite en 1973[54].
- Musée d'histoire locale.
- Musée lapidaire.
- Musée du Papogay.
- Ses maisons médiévales à colombages, dont trois situées place de Lastic sont protégées au titre des monuments historiques[55],[56],[57].
- Pont de Lajous, inscrit en 1950[58].
- Pont d'Auriac, avec sa chapelle Notre-Dame-de-Bonne-Garde, édifiée au-dessus de la pile centrale.
- Plan d'eau de la retenue du barrage de Mancies sur la Garonne (base nautique, camping municipal).
- Village gaulois de Saint-Julien situé sur la commune.

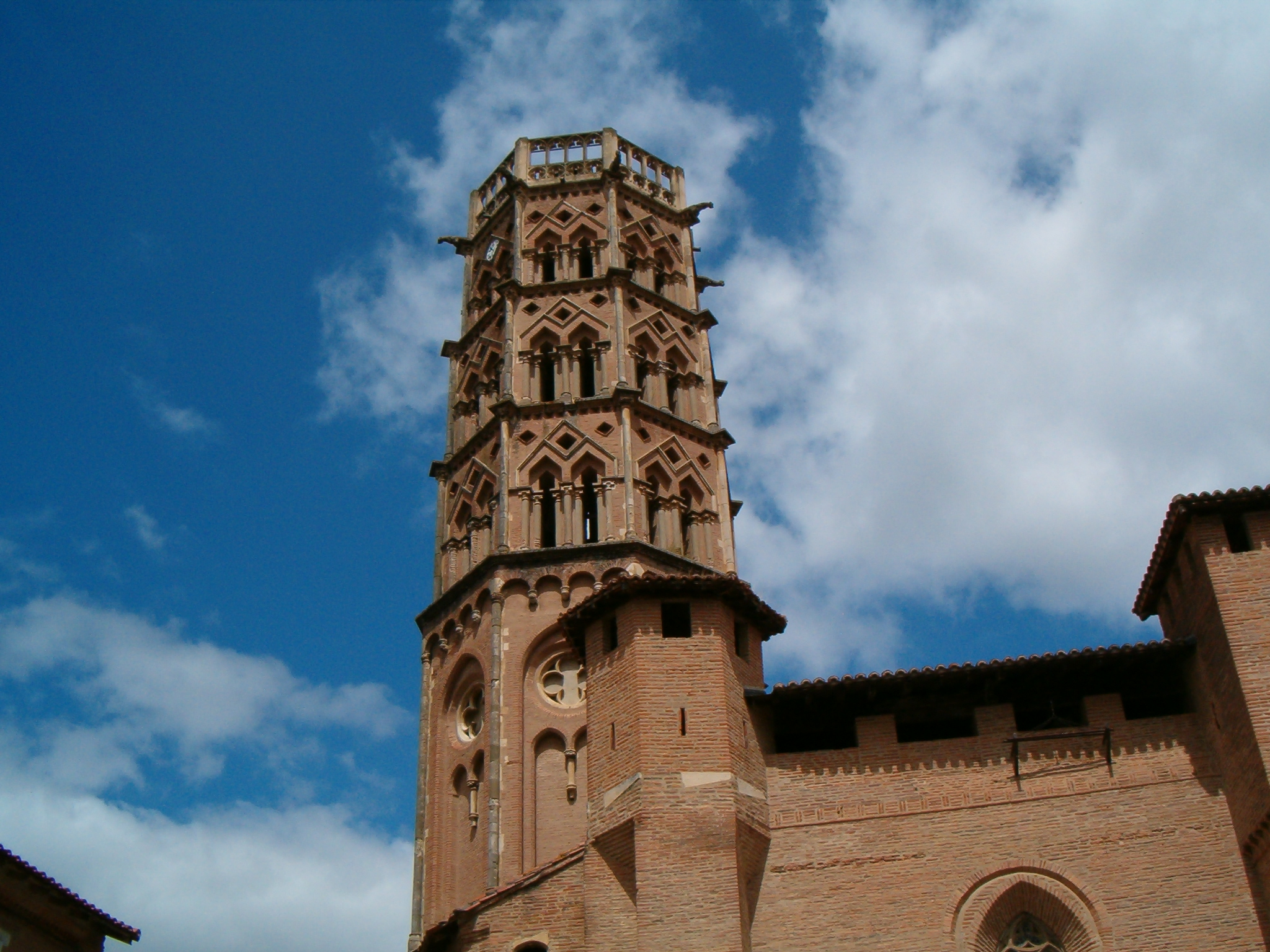
Le clocher de l'ancienne cathédrale.
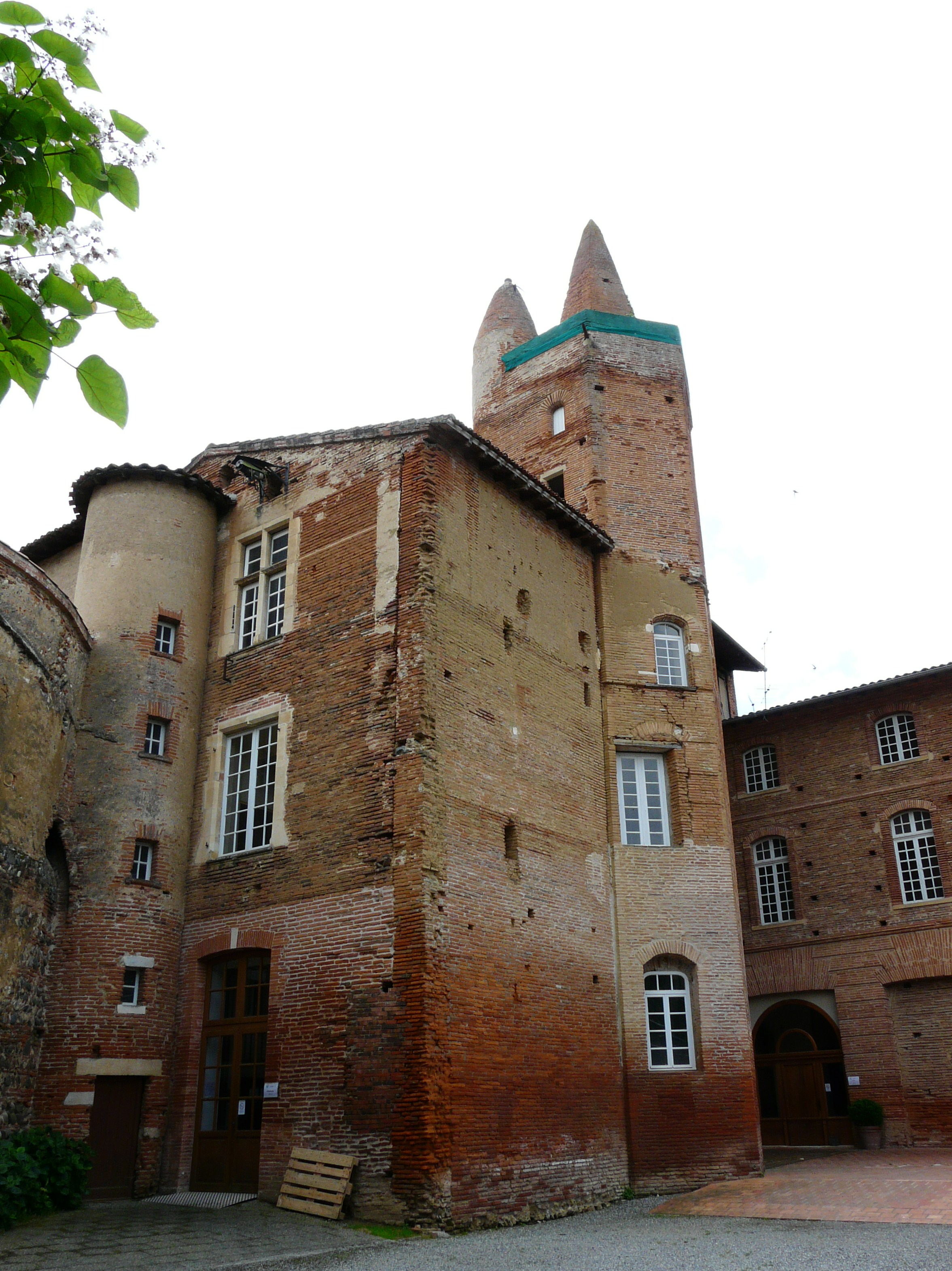
La maison Laguens.
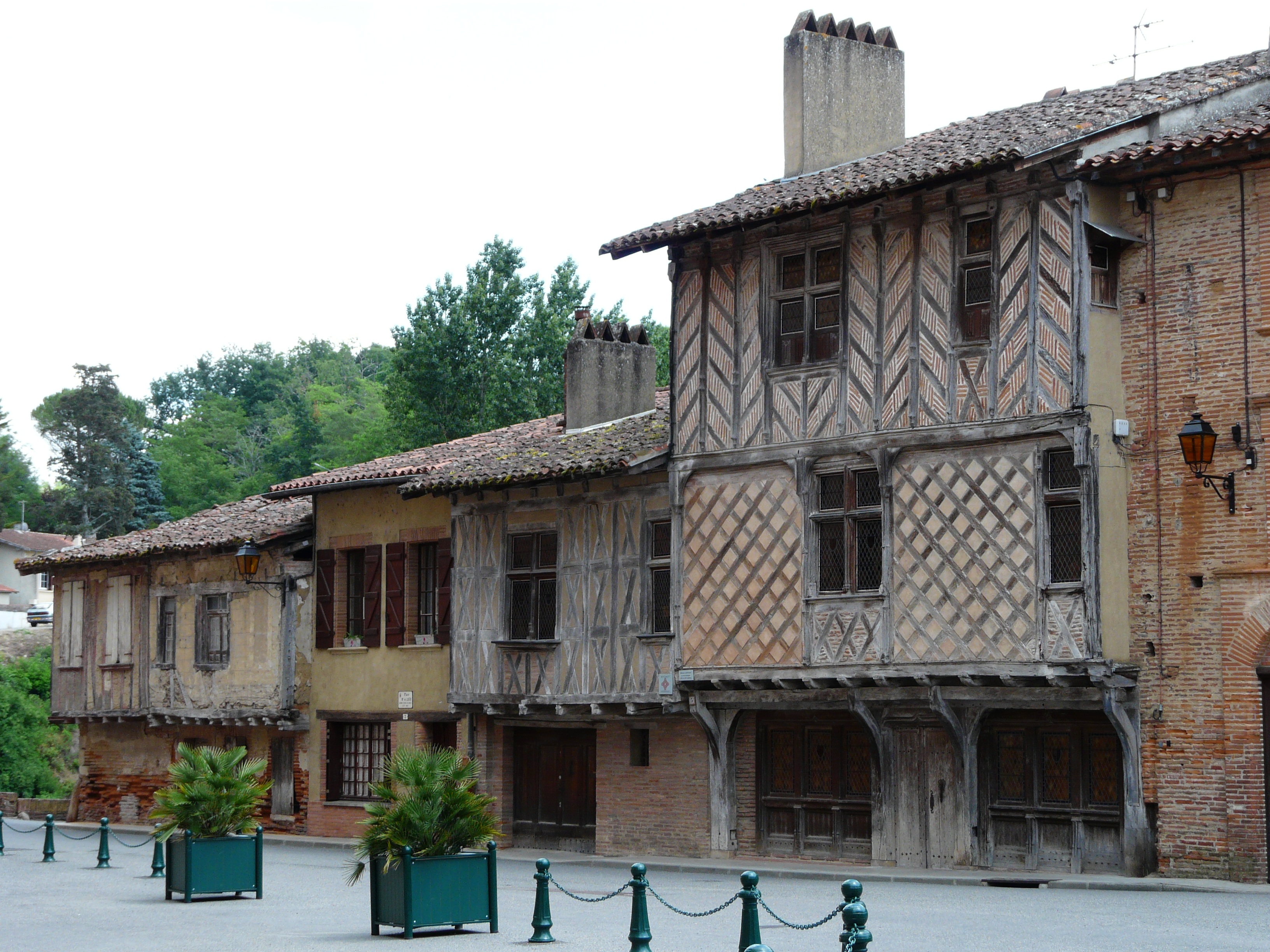
Les maisons à colombages de la place de Lastic.
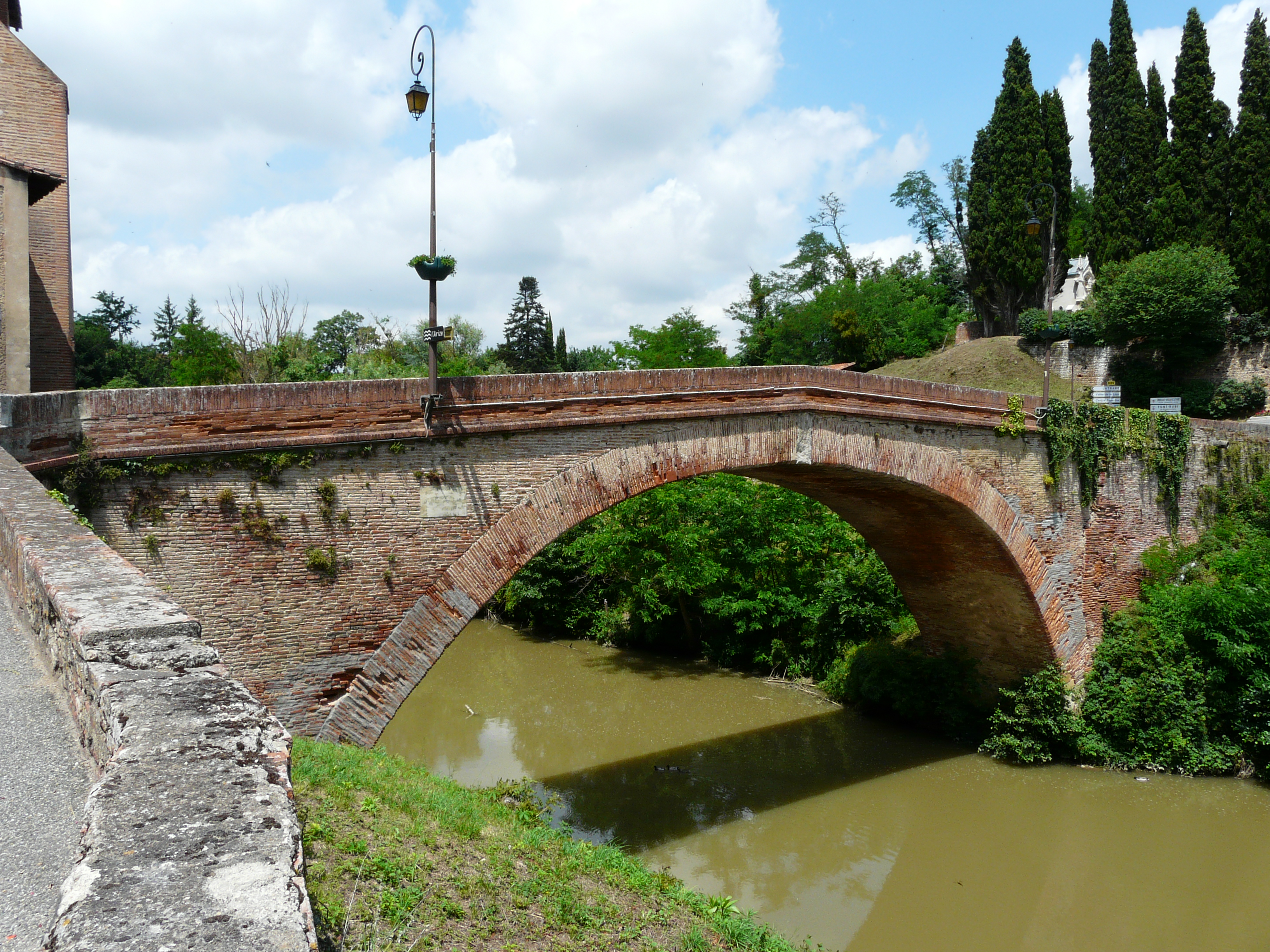
Le pont de Lajous.
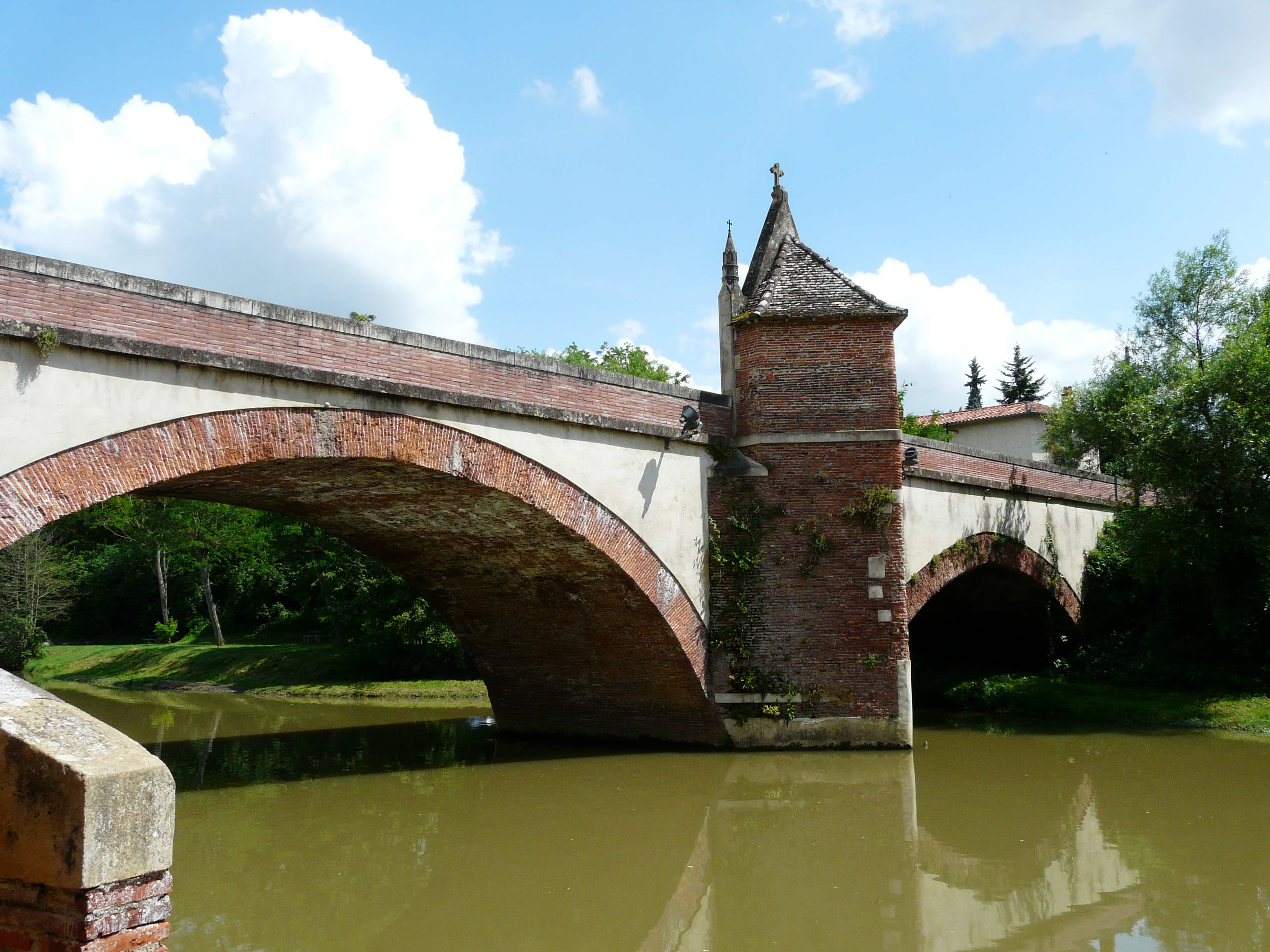
Le pont d'Auriac et sa chapelle.

### Personnalités liées à la commune
- Martin Guerre, dont le procès eut lieu en 1560 à Rieux.
- Roger Viel (1949-2005), joueur de rugby à XV né à Rieux.
- Maître de Rieux, sculpteur anonyme du XIVe siècle.
- Liste des évêques de Rieux.
- Jacques-François Bailly
- Pierre Alard homme politique.
- Pierre Gonyn
- Paul Cléricy

### Héraldique
| Armes de Villiers-le-Bel | Les armes de Rieux-Volvestre se blasonnent ainsi : « de gueules à l'agneau pascal d'argent portant une bannière du même, au chef cousu d'azur chargé de trois fleurs de lys d'or » |